# 小行星8640
小行星8640（英語：8640 Ritaschulz）是一颗围绕太阳公转的小行星。1986年11月6日，愛德華·鮑威爾在可可尼诺县发现了此天体。
这颗小行星的绝对星等为266.4626923683892等。